# Juan Muriel Orlando
Juan Muriel Orlando (General Conesa, 18 marzo 1989) è un calciatore argentino, attaccante del Douglas Haig.

## Palmarès

### Club

#### Competizioni nazionali
- Malaysia Super League: 1

Johor Darul Ta'zim: 2014